# Артиллерия в Гражданской войне в Греции
Греческая королевская артиллерия  (греч.  Ελληνικό Πυροβολικό  ΠΒ), в годы Гражданской войны в Греции (1946—1949), осуществляла свои операции против соединений партизанской Демократической армии, имея огромное превосходство в числах и техническом состоянии своих орудий. 
Наряду с численным превосходством королевской армии, британской, а затем американской, финансовой, технической и логистической поддержкой, превосходство королевской артиллерии над артиллерией партизан, стало одним из факторов победы монархистов и поражения прокоммунистической Демократической армии.

## Прелюдия гражданской войны
После декабрьских событий 1944 года, руководство компартии Греции и командование Народно-освободительной армии (ЭЛАС) пошло на подписание Варкизского соглашения февраля 1945 года, полагая что таким образом страна придёт к примирению.
Сегодня руководство компартии рассматривает подпись под этим соглашением «недопустимым компромиссом».

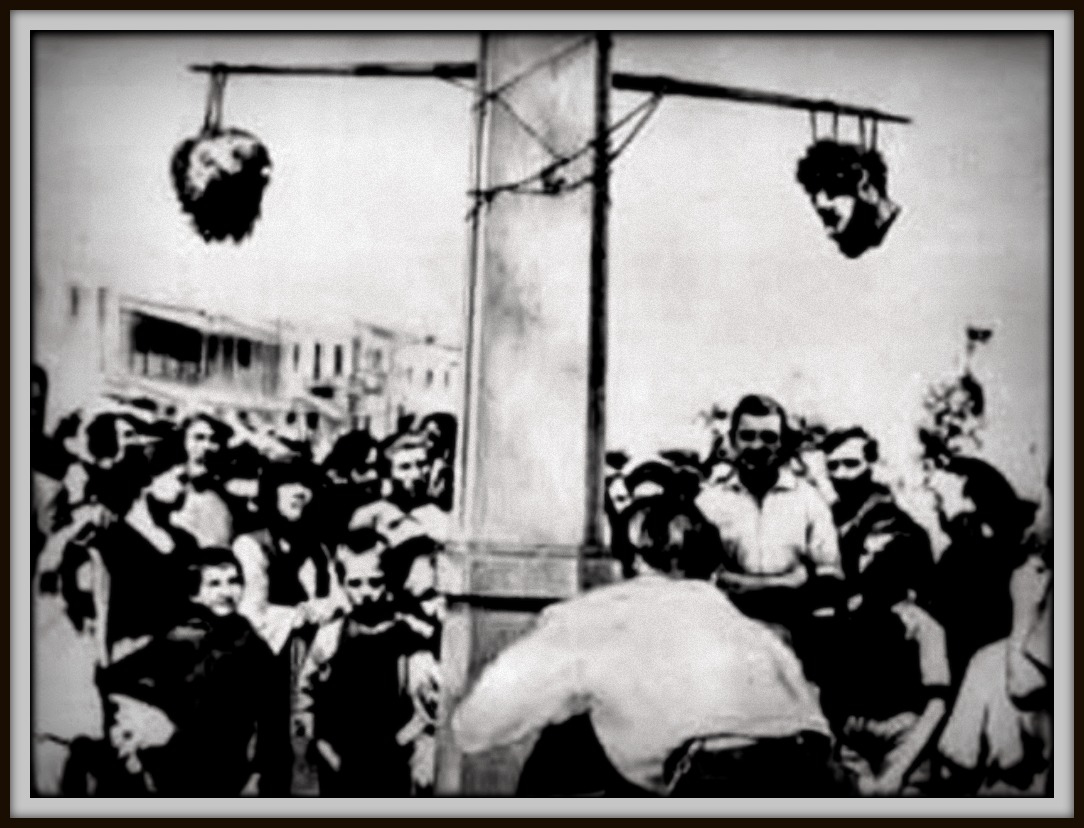
Отрубленные монархистами головы бывшего артиллерийского офицера-резервиста и командующего ЭЛАС Ариса Велухиотиса (справа), не подписавшего Варкизское оглашение, и его адъютанта Дзавеласа, выставленные на площади города Трикала, июнь 1945 года.

Варкизское соглашение предусматривало разоружение всех частей ЭЛАС. Это позволило бандам (συμμοριών) монархистов и бывших коллаборационистов, при попустительстве и поддержке английских войск, начать преследование бывших партизан ЭЛАС и граждан левых убеждений, которое в историографии получило имя «Белого террора».
Бежавшие в горы ветераны Сопротивления первоначально образовали отряды самообороны, которые до лета 1946 года не предпринимали наступательных действий.
Условной датой начала Гражданской войны греческая историография считает 31 марта 1946 года, когда группа ветеранов ЭЛАС, под командованием А. Росиоса совершила нападение на жандармский участок в Литохоро, Центральная Македония:Α-295.

## Воссоздание правительственной артиллерии
Правительственная армия Греции начала формироваться сразу после высадки в Аттике частей британской армии и Священного отряда 13-14 октября 1944 года, ещё до завершения освобождения севера Греции. Официальной задачей поставленной перед армией было «восстановление порядка» и освобождение остальной Греции от оккупационных войск. Собственно Декабрьские события в Афинах были спровоцированы требованием англичан и правительства разоружения частей ЭЛАС до формирования новой армии, которое однако не распространялось на Священный отряд и 3-ю горную бригаду. 
Новая армия первоначально именовалась Национальной гвардией (Εθνοφυλακή) и не располагала значительными силами. 

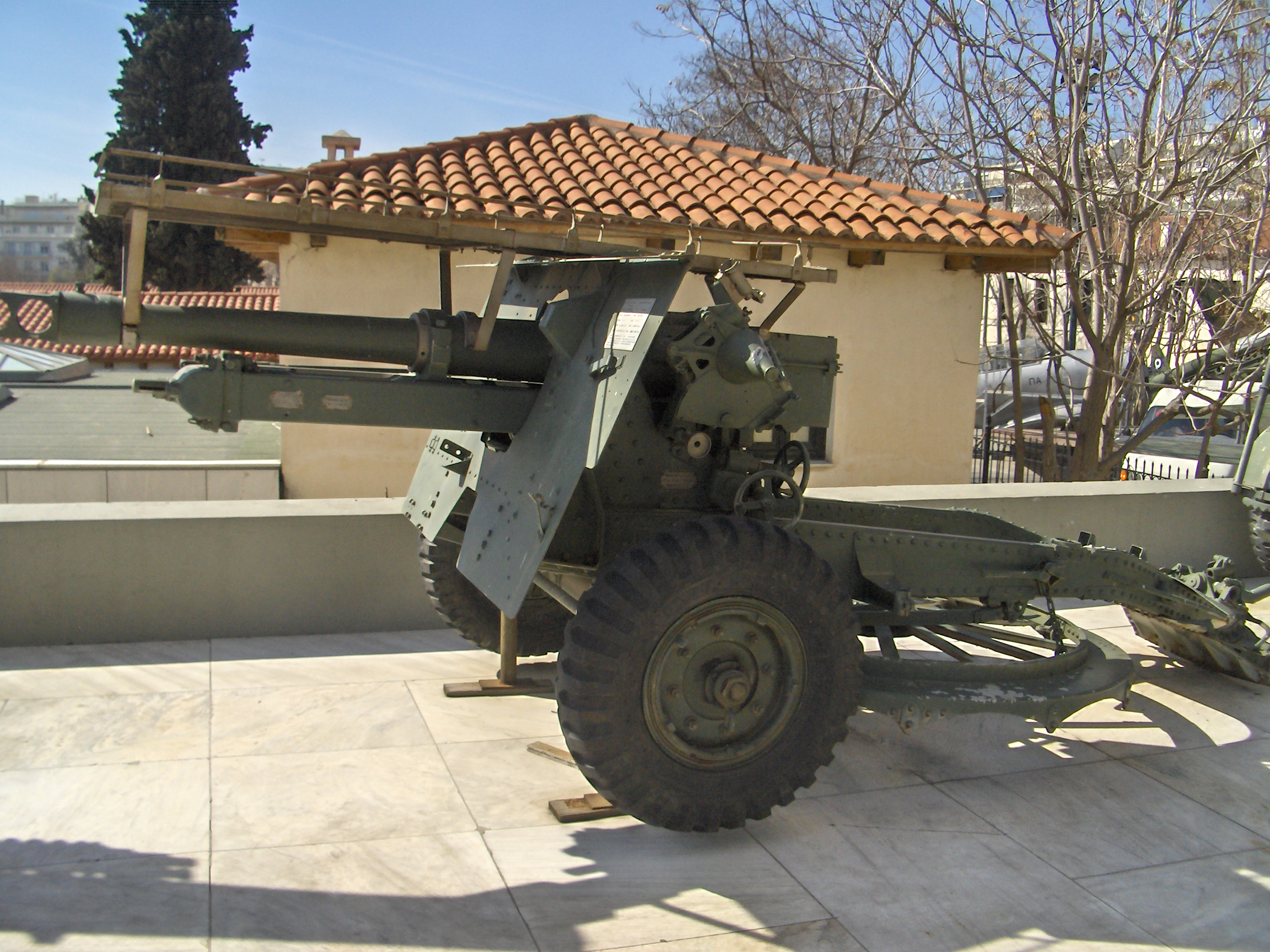
Британский QF 25 pounder, бывший на вооружении греческих артиллерийских полков в Северной Африке, Военный музей, Афины.

После подписания Варкизского соглашения, приказом от 4 марта 1945 года начала формироваться ΙΙ дивизия. Ядром дивизии стала 3-я горная бригада, которая располагала одним полком полевой артиллерии, принявшим участие в боевых действиях в Италии (с 8-9-1944 по 18-10-1944) включая сражения за Римини (9-22/9/1944) и Рубикона (с 25/9/1944 по 16/10/1944). 
Полк, как и артиллерийские полки Ι и ΙΙ греческих бригад в Северной Африке, был вооружён 25-фунтовыми британскими орудиями (QF 25 pounder), которые были предоставлены правительством Великобритании. 
Полк был переброшен в Грецию спешно, без орудий и боеприпасов, которые были доставлены в конце 1944 года, по мере того как английские и правительственные части закрепляли свои позиции в Аттике. 
Несколько позже были сформированы ΧΙ и ΙΧ дивизии.
Согласно Г. Маргаритису, с конца 1944 года и до мая 1947 года, англичане передали правительственной армии 21-фунтовых орудий 77 единиц, 3.7 дюймовых 50 единиц, 5.5 дюймовых 12 единиц:451.
После согласования с Британской военной миссией, Решениями 71 и 97 Верховного военного совета от 12 апреля 1946 года, которые были ратифицированы королевским указом 6 июня, а затем законом 838 от 21 июня 1946 «О определении рода войск, частей и служб сухопутной армии», была принята организация армии, которая предусматривала формирование трёх армейских корпусов (Α΄, Β΄, Γ΄), 3 полевых дивизий, 4 горных дивизий, 2 отдельных бригад и различных артиллерийских подразделений. 
Однако следует также отметить негативные отзывы высокопоставленных греческих офицеров, таких как генерал-майор Д. Зафиропулос, о в нарушении инстанций вмешательства офицеров британской военной миссии в организационные вопросы греческой армии в период 1945 - начало 1947 годов:85.

### Артиллерийское училище и центры подготовки
В 1942 году на Ближнем Востоке было организовано Артиллерийское училище армии эмиграционного греческого правительства, которое с 16 февраля 1945 года, уже в Греции, было подчинено Центру подготовки кавалерии (Кέντρο Εκπαίδευσης Ιππικού - ΚΕΙ) в афинском районе Гуди. 
1 мая 1946 года Артиллерийское училище было переведено в Неа Перамос, где находится и по сегодняшний день, в подчинении департамента артиллерии генштаба.
Кроме этого, в апреле 1945 года в Магуле Элевсины был создан Центр специальной подготовки рядовых артиллерии (Κέντρο Ειδικής Εκπαίδευσης Οπλιτών Πυροβολικού - ΕΚΕΟΠ). Первоначально Центр был сформирован как дивизион, располагая двумя батареями горных орудий 75 мм и полевых орудий 105 мм. 
Через 3 месяца Центр был переведен в Фивы, где в 1922 году располагалась аналогичная Школа подготовки артиллерии. 
22 января 1946 года в Неа Перамо был также сформирован Полк подготовки артиллерии (Σύνταγμα Υποδοχής Πυροβολικού - ΣΥΠ), переименованный в том же году в Центр подготовки артиллерии (Κέντρο Εκπαιδεύσεως Πυροβολικού - ΚΕΠ) . 

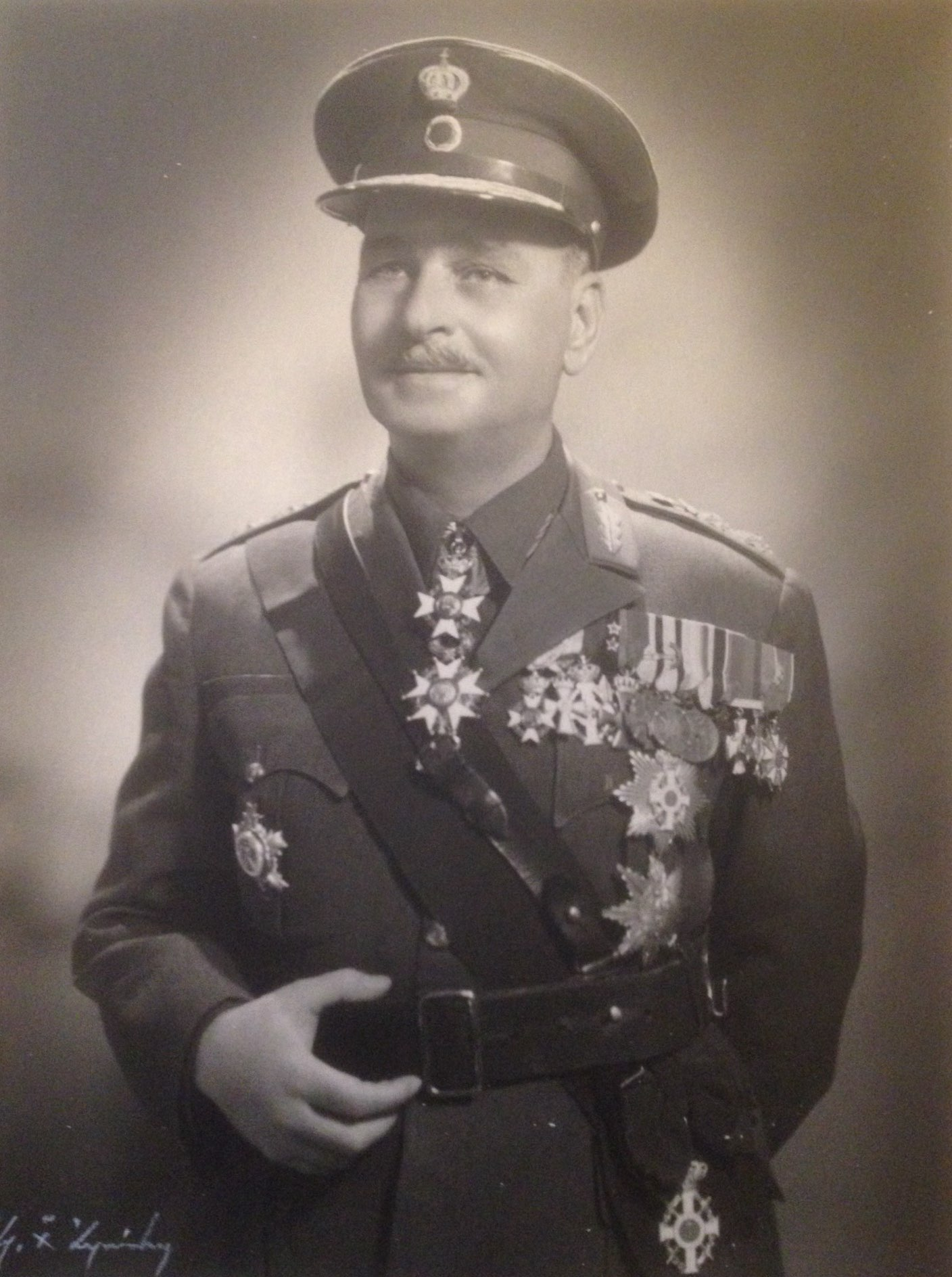
Генерал – майор артиллерии Стилианос Манидакис - один из организаторов артиллерии правительственной армии. С началом Гражданской войны возглавил 41-ю бригаду, а затем IX пехотную дивизию

## Начало Гражданской войны
С началом Гражданской войны последовала новая организация армии (организация июня 1946 - июля 1948). 
Приказами от июля по август 1946 года были сформированы следующие новые подразделения артиллерии:
- 102-й, 105-й и 108-й полки полевой артиллерии.
- Специальный центр подготовки горной артиллерии.
- 131-й полк горной артиллерии
- Командование артиллерии ΙΙ, ΙΧ и ΧΙ дивизий.

Согласно генералу Д. Зафиропулосу, на начало 1947 года в артиллерии служило около 4 тыс. человек и артиллерия располагала 47 миномётами 4. 2 дюймов, 77 орудиями 25-фунтов и 50 орудиями 37-фунтов:92.

## Геополитические перемены
В планах послевоенного устройства, Великобритания полагала, что ей удастся сделать Грецию своим, своего рода, «протекторатом».
Однако её военное вмешательство декабря 1944 — января 1945 годов и безоговорочная поддержка монархистов и бывших коллаборационистов спровоцировали гражданскую войну, к масштабам которой Великобритания не была готова. 
Для самой Греции это означало, что в отличие от других стран Европы, восстанавливавших свою экономику после окончания Второй мировой войны, в результате британской интервенции, Греция была ввергнута в ещё одну разрушительную войну.
Д. Фотиадис пишет, что по самым скромным подсчётам, для содержания своего «протектората», англичане должны были тратить 40 млн золотых фунтов в год.
Осознав что новая война в Греции только началась и что они не потянут эту ношу, в начале 1946 года, англичане обратились к США, с просьбой передать им «свой», по выражению Д. Фотиадиса «феод».
В своём обращении американскому президенту, британская сторона отмечала, что «греческое правительство не продержится и двух недель без немедленного и значительного предоставления американских ресурсов, с тем чтобы обеспечить продовольствием голодающее городское население, а также оружием и боеприпасами находящуюся под огромным давлением (партизан) национальную армию».
12 марта 1947 года, президент США Г. Трумэн провозгласил свою доктрину и 22 мая подписал декрет о помощи Греции. 
В условиях начавшейся холодной войны, Доктрина предполагала помощь для спасения от «международного коммунизма» не только Греции, но и Турции, создавая предпосылки для создания в будущем южного фланга НАТО.
Будучи не в состоянии нести тяжёлую ношу греческой гражданской войны, англичане «постепенно уступили своё место в Греции американцам», после чего на королевскую греческую армию пролился щедрый поток американского оружия и снабжения.
В результате доктрины Трумэна и Плана Маршалла, королевское греческое правительство получило американскую помощь в 366 млн долларов, потраченных в основном на гражданскую войну.
Событие ознаменовало официальную «передачу эстафеты» от Великобритании США в греческом вопросе.
Греческая королевская артиллерия сразу ощутила на себе эту перемену.

## 1948 год
Располагая американской материальной поддержкой, генштаб правительственной армии в феврале 1948 приступил к качественным и количественным переменам в армии. В частности в артиллерии: 

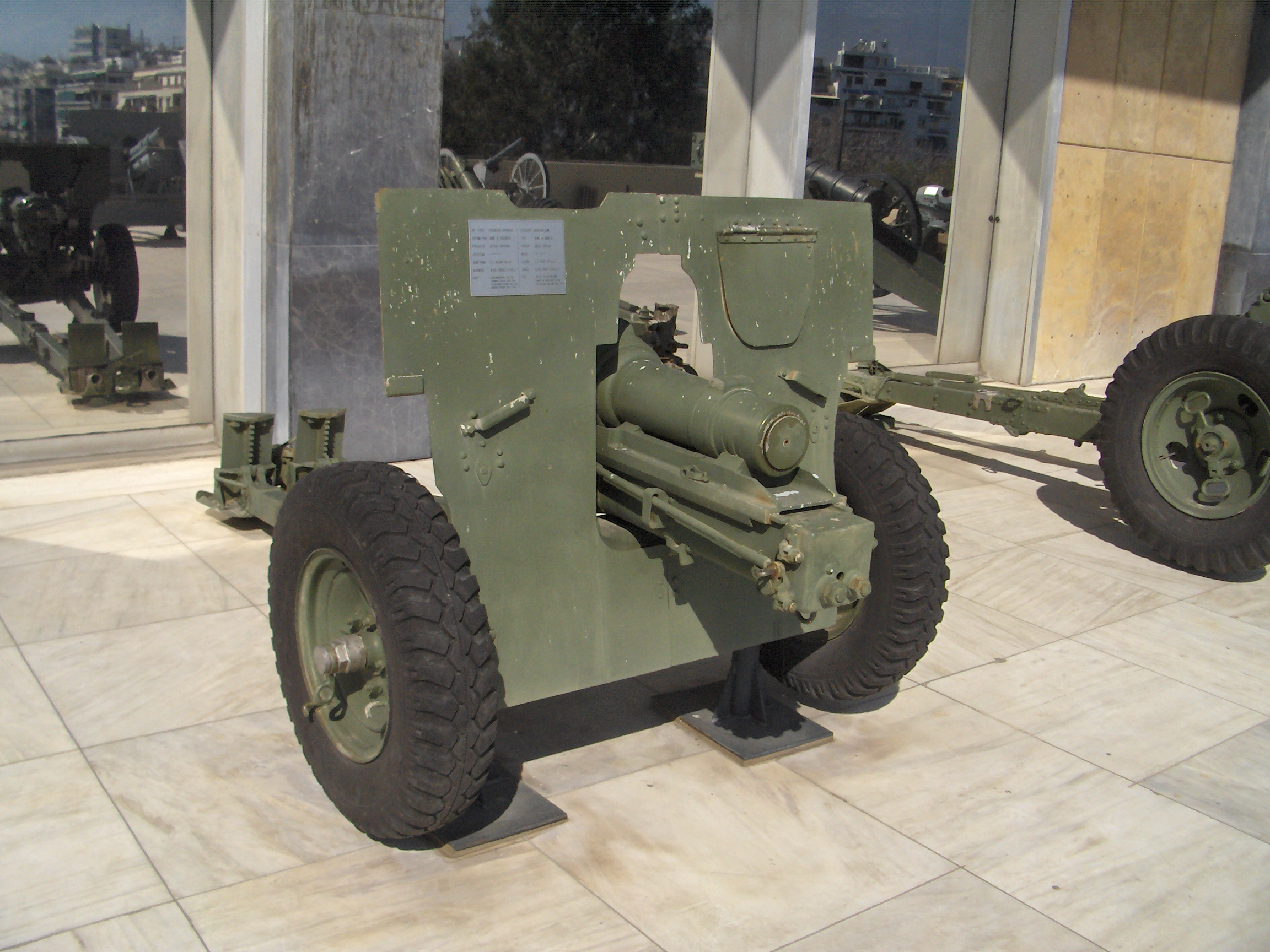
Британская горная 3.7-дюймовая гаубица Mk II. Военный музей, Афины.

- 3 дивизиона миномётов 4,2¨ и 3 дивизиона горных 3,7¨ британских гаубиц ( Ordnance, QF 3.7-inch howitzer ) были трансформированы в  6 дивизионов горной артиллерии по 6 орудий 75 мм, которые располагали лучшими баллистическими характеристиками по сравнению с британскими (генерал Зафиропулос именует их “непригодными для греческих условий британскими горными орудиями”[9]:123)
- Были сформированы 2 дивизиона средней артиллерии по 6 орудий и 1 отдельная батарея с 2 орудиями.
- Был сформирован топографический дивизион артиллерии.
- Был сформирован 1 дивизион полевой артиллерии с 8-ю 25-фунтовыми орудиями.

Однако полковник артиллерии Г. Русос писал в своём докладе, что располагаемые средства артиллерии частично удовлетворяли греческим условиям:84.
До июня 1948 года было получено около 300 млн американской помощи:87. 

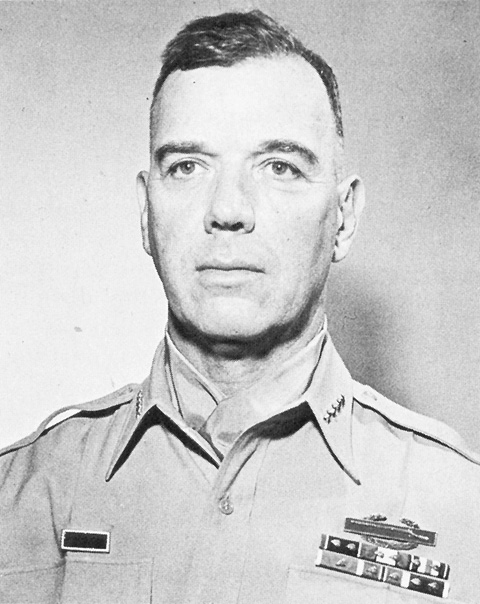
Генерал Д. Ван Флит, руководитель военной миссии США в Греции.

Однако американский генерал Д. Ван Флит жаловался своим греческим коллегам, что Конгресс США ограничил помощь Греции на 50 млн долларов, оправдываясь что помощь была сокращена и Турции:58.
Но в целом заявка на поставку американских горных орудий была удовлетворена. Кроме этого дополнительно были заказаны ещё 40 горных орудий:48.

## Организационные перемены с августа 1948 – конец 1949 года
Изменения этого периода касательно артиллерии были следующими: 
- Дивизионы горной артиллерии были подчинены дивизиям и увеличены до 8.
- Был сформирован ещё один, третий, дивизион средней артиллерии.
- Полки полевой артиллерии были подчинены, вместо дивизий, подразделениям Армии и были предоставлены корпусам Армии, также как и дивизионы средней артиллерии.

## Артиллерия Демократической армии Греции

Эмблема Демократической армии Греции.

В отличие от королевской ( после референдума 1946 года о будущем монархии) армии, Демократическая армия Греции не располагала ни авиацией, ни военно-морским флотом, ни бронетанковыми войсками. 
В том что касается артиллерии, во всех отношениях артиллерия Демократической армии не подлежит серьёзному сравнению с артиллерией королевской армии. 

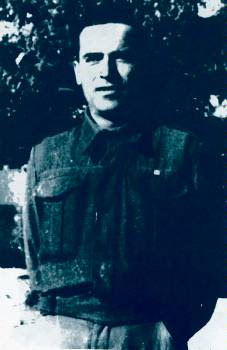
Капитан артиллерии Стефанос, Папаяннис, воевал в рядах ЭЛАС. На фотографии в 1947 году, будучи командиром артиллерийской части Демократической армии Греции и в звании полковника.

После подписания 12 февраля 1945 года Варкизского соглашения, Народно – освободительная армия Греции (ЭЛАС) сдала англичанам 81 тяжёлых и 138 лёгких миномётов и до 100 артиллерийских орудий разного типа, диаметра, возраста и технического состояния. 
С началом Гражданской войны в 1946 году, вооружение стрелковым оружием Демократическая армия Греции разрешала как за счёт оружия припрятанного по личной инициативе ветеранов ЭЛАС, так и за счёт трофейного оружия. Чуть позже стало поступать оружие из социалистических стран Европы. 
В том что касается артиллерии, Демократическая армия начала в конце 1946 года формирование своей артиллерии с абсолютного нуля, и практически полностью зависела от поставок из социалистических стран .
При этом, как пишет Н. Кирицис, до конца 1946 года эти поставки следует характеризовать как «абсолютный ноль»:585.
Он же отмечает, что к лету 1947 года снабжение Демократической армии из-за границы оставалось незначительным и что к концу 1947 года были поставлены 3-4 горных орудия довоенного производства с незначительными запасами снарядов:585.
В июне 1947 года в ходе своего визита в Москву, секретарь ЦК Компартии Югославии А. (М) Ранкович передал в ЦК ВКП(б) просьбу ДАГ о поставке 20 горных орудий и зенитных пулемётов. 
А. А. Калинин свидетельствует, что к сентябрю 1947 года СССР удовлетворил заявки ДАГ о поставке оружия, «за исключением двух позиций» : Вместо 60 горных орудий были поставлены 60 немецких 37-мм противотанковых орудий и снаряды к ним. 
Н. Кирицис пишет, что в октябре 1947 года генсек компартии ГрецииН. Захариадис, обратился к А. Жданову с запросом о поставке 40 горных орудий, не уточняя если речь идёт о предыдущей или новой заявке:585.
Кирицис, ссылаясь на генерала Д. Зафиропулоса, пишет, что артиллерия ДАГ была задействована впервые 12 октября 1947 года в регионе Во́йо Западной Македонии :232.
Первые маленькие подразделения артиллерии ДАГ были сформированы в начале 1948 года. 
В конечном итоге были сформированы 3 артиллерийские части: 
- Артиллерийское подразделение в горах Граммос (командир Стефанос Папаяннис)
- Артиллерийское подразделение № 66 в горах Вици (командир Костас Иосифидис)
- Артиллерийское соединение № 69 в Центральной Македонии (командир Хадзис)

Кроме этого, в ограниченных числах и масштабах, ДАГ использовала артиллерию в Средней Греции, Фессалии, Восточной Македонии, и в регионе Эврос, на стыке границ Греции с Болгарией и Турцией.
С. Папаяннис отмечает, что кроме того что артиллерия ДАГ никогда не располагала достаточными боеприпасами, устаревшие орудия и их износ, особенно в начальный период войны, представляли опасность для орудийных расчётов и стали причиной смертей и ранений артиллеристов ДАГ:112.

### Решение кадровой проблемы артиллерии ДАГ
Подготавливаясь к военному столкновениям по всей стране, греческое правительство сослало в июле 1946 года на острова Икария-Наксос-Фолегандрос 83 (бывших) высших офицеров ЭЛАС:829.
Сотни младших офицеров и тысячи рядовых ЭЛАС были сосланы в Концентрационный лагерь Макронисос:847. 

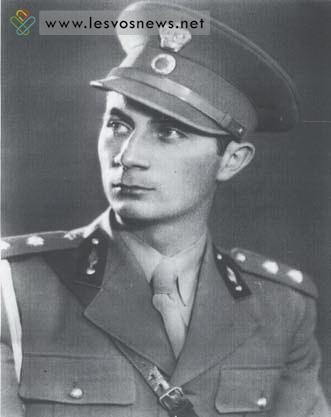
Георгиос Самаридис в 1940 году.

Большой вклад в (вос)создание артиллерии ДАГ внесли бежавшие из ссылки артиллерийские офицеры Яннис Килисманис, Георгий Самаридис, Кимон Хадзимихелакис, Христос Стефопулос, Теодосис Зервас и Стефанос Папаяннис :92.
С ростом партизанских сил и созданием Демократической армии возникла острая необходимость не только в высших офицерах, но и в прошедшем подготовку младшем командном составе. 
В своём большинстве офицеры Демократической армии, в особенности младшие офицеры, не имели военного образования и получали свои воинские звания на поле боя.
С целью частичного разрешения проблемы командных кадров, Демократическая армия создала при своём генштабе «Офицерское Училище Генерального Штаба» (Στρατιωτική Σχολή του Γενικού Αρχηγείου — ΣΑΓΑ).
В действительности это были курсы продолжительностью в несколько месяцев. 
3-й ряд (выпуск) училища включал в себя и подготовку офицеров артиллерии. Начальником школы артиллерии был майор Костас Ксиротирис.
25 марта 1948 года Училище закончили 71 младший лейтенант артиллерии. 
.

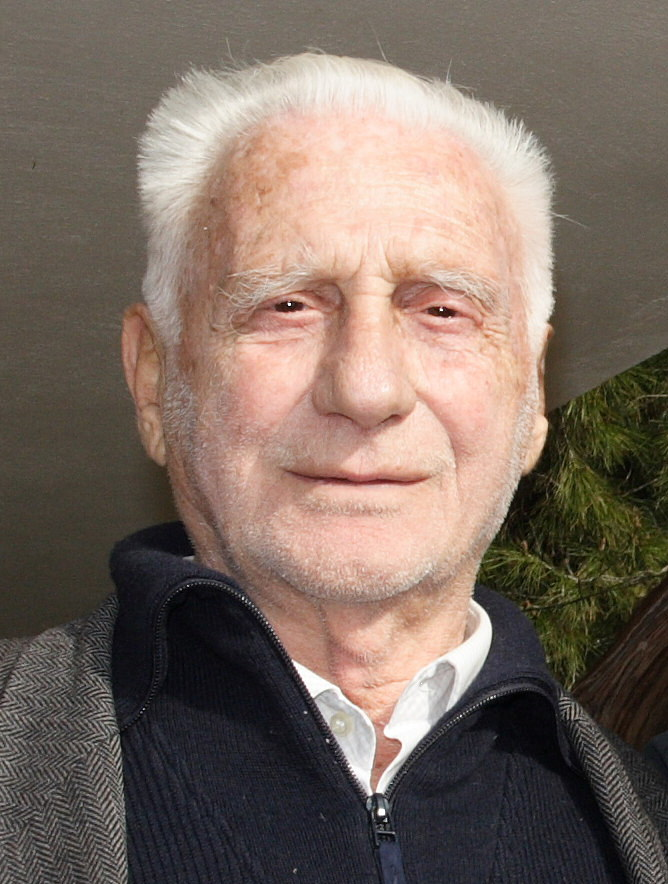
Советский и греческий антрополог Арис Пулианос, в Гражданскую войну был офицером артиллерии Демократической армии

Д. Владас пишет, что в общей сложности (2 ряда) училище выпустило 150 младших лейтенантов артиллерии:235. 
Н. Кирицис пишет, что в составе артиллерии ДАГ воевали в общей сложности 348 младших лейтенантов, 124 лейтенантов, 46 капитанов, 21 майоров, 8 подполковников и 3 полковника:392. 
Стефанос Папаяннис отмечает, что в рядах артиллерии ДАГ, как и в целом в Демократической армии, воевало большое число женщин:122.

### На Пелопоннесе и островах[7]:70

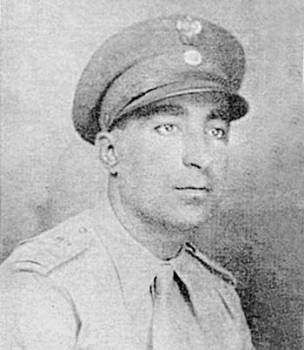
Артиллерийский офицер Яннис Малагарис, командир соединений Демократической армии на острове Самос.

На полуострове Пелопоннес, развернула боевые действия героическая ΙΙΙ дивизия Демократической армии, «Дивизия мёртвых», как она будет названа в будущем греческой историографией.
Кроме этого небольшие соединения ДАГ развернули боевые действия на островах Крит, Самос, Лесбос, Хиос и Кефалиния. 
Но в отличие от материковой Греции, северная часть которой граничила с социалистическими странами, подразделения ДАГ на Пелопоннесе и островах практически должны были обеспечивать себя оружием и боеприпасами на местах. 
Королевский флот оказывал артиллерийскую поддержку армии и жандармерии в прибрежных зонах, но основным его вкладом в войну было успешное блокирование полуостровных и островных регионов:130.
Нет также никакой информации если подразделения ДАГ на Пелопоннесе и островах располагали даже единицами (трофейных) орудий. 
Примечательно, что в арсенале ΙΙΙ дивизии Демократической армии на Пелопоннесе, на начало 1948 года, перечисляется стрелковое оружие, пулемёты и 248 фаустпатронов (результат единственного успешного рейса плавсредства ДАГ, доставившего из Албании на Пелопоннес боеприпасы и до 500 фаустпатронов:584), но нет никаких упоминаний о артиллерии.

## Военные действия 1948 года[25]

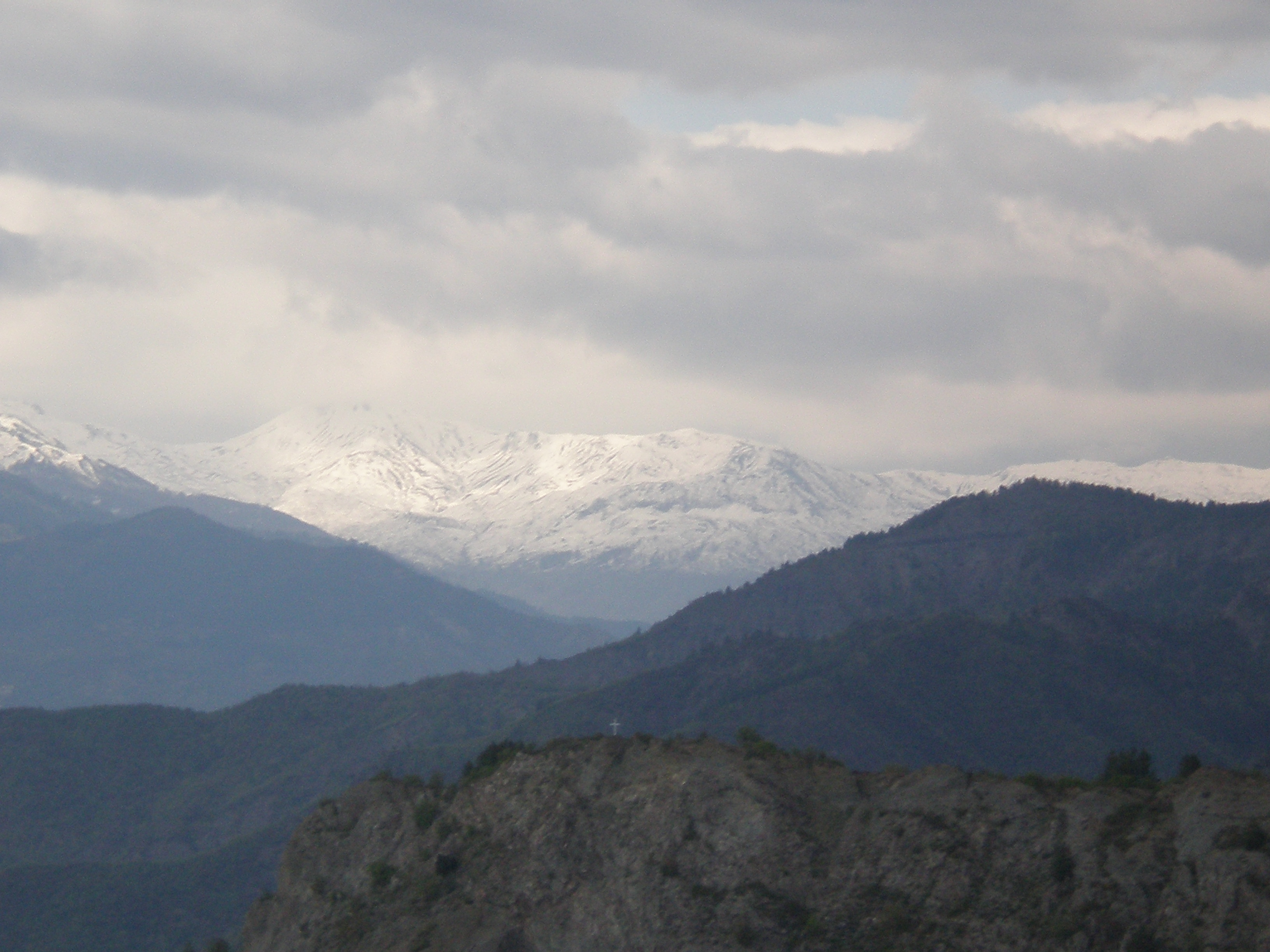
Горы Граммос.

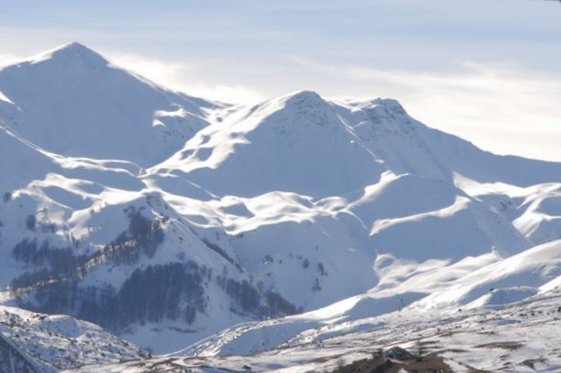
Горы Вици зимой.

В начале января ДАГ попыталась взять городок Коница в Эпире, но операция не увенчалась успехом. Согласно Н. Кирицису, ДАГ задействовала в этой операции 8 артиллерийских взводов:236.
В ночь с 9 на 10 февраля ДАГ обстреляла Салоники. Обстрел не преследовал военных целей и был лишь военно-политическим актом для создания впечатлений и пропаганды — речь шла о втором городе страны, о столице Македонии.
Группа партизан (по разным оценкам от 200 до 1000 человек) подошла к городу и в течение часа (02:30 — 03:30) выпустила по городу 40 снарядов из трофейного немецкого 75 мм орудия. Целью обстрела были склады и казармы, но в ходе обстрела погибли 6 и были ранены 7 гражданских лиц.
Командование III Корпуса королевской армии организовало погоню. Партизаны были на рассвете обнаружены самолётами королевской авиации на своём пути к горам Крусиа.
Бронемашины XI Разведывательного полка успели перерезать пути их отступления и нанесли им потери в бою при Асвестохо́ри. Окончательный разгром этой группы партизан был достигнут на равнине, при их попытке переправиться через озеро Св. Василия.
Обстрел обошёлся ДАГ в сотню убитых и более сотни пленных. 111 пленных партизан предстали перед военным трибуналом в Салониках, 52 были осуждены к смертной казни, 15 на длительные сроки заключения.
В апреле 1948 года I корпус королевской армии и осуществил зачистку Пелопоннеса (операция «Голубь»):875) от изолированной на полуострове и оставшейся без боеприпасов:876 «героической III дивизии Демократической армии Греции», «дивизии мёртвых».
В условиях холодной войны и американской ядерной монополии, поставки греческим партизанам через Югославию, Албанию и Болгарию были ограниченными. ДАГ продолжала испытывать недостаток в боеприпасах и артиллерии. Маркос Вафиадис, командующий ДАГ, в своём письме в Москву в июле 1948 года, отмечал крайний недостаток артиллерии, боеприпасов и средств связи.
Летом 1948 года королевская армия предприняла операцию «Коронис», с целью разбить основные силы ДАГ располагавшиеся в горах Граммос.
Приняв бой с королевской армией в июне 1948 года в горах Граммос, бо́льшая часть сил ДАГ прорвалась в ночь с 20 на 21 августа с Граммоса на горный массив Вици.
В этом манёвре приняли участие до 8500 бойцов ДАГ. Прорыв был произведен двумя колоннами.
В первой находились 103-я и 16-я бригады, подразделения генштаба, подразделения и артиллерия части № 670.
Во второй находились 107-я бригада, подразделения и артиллерия штаба Западной Македонии.
24 августа королевская армия выступила с двух направлений против выскользнувших основных сил ДАГ и других отрядов действовавших в Вици.
Основной удар королевской армии, наступавшей при поддержке авиации и артиллерии, приняли 108-я и 16-я бригады ДАГ.
Ночью 31 августа 16-я бригада ДАГ отбросила 45-ю королевскую бригаду на исходные позиции.
Наступавшая в секторе Краниона, при поддержке авиации, артиллерии и 15 танков, 73-я королевская бригада понесла большие потери, 2 танка были подбиты.
К 2 сентября наступление королевской армии было остановлено, и в Касторью, прибыл американский генерал Ван Флит, который, напоминая о предоставленном королевской армии американском оружии, приказал продолжить наступление.
В ходе повторного наступления, 45-я королевская бригада понесла огромные потери и была отведена в тыл. Её место заняла 22-я бригада.
Части и артиллерия 16-й бригады ДАГ успешно отражали все атаки противника.
В тот же день, в секторе Мали Мади — Бреница, королевская армия бросила в бой 4 пехотные бригады, 40 орудий, авиацию и танки, под непосредственным командованием командира II корпуса армии, генерал-майора С. Китрилакиса.
4 сентября, в ходе обороны высоты 1228, зенитная артиллерия ДАГ сбила самолёт королевской авиации.
5 сентября 3-я горная бригада заняла высоту Порта, но в дальнейшем её движении была остановлена 16-й бригадой ДАГ.
Генерал Китрилакис приказал 3-й бригаде занять Буци, а 73-й бригаде занять высоту Мали Мади и Кристаллопиги, угрожая тем самым отрезать части ДАГ от албанской границы.
В ночь с 5 на 6 сентября два батальона ДАГ предприняли контратаку против позиций 73-й бригады и нанесли ей серьёзные потери. 7 сентября 73-я бригада была отведена в тыл и её позиции заняла 22-я бригада.
Королевская артиллерия непрерывно обстреливала Буци, который одновременно подвергался бомбардировке практически всеми предоставленными королевской авиацией амолётами. Однако все попытки 3й бригады занять Буци были безуспешными.
Батальон Алевраса (из 16-й бригады ДАГ), который героически оборонял Буци, ночью был усилен ещё двумя батальонами. Это дало время генштабу ДАГ подготовить контрнаступление.
В ночь с 9 на 10 сентября 3 батальона ДАГ выдвинулись к Полианемо, с целью достичь Дендрохо́ри, где располагались 3 батареи королевской армии. Однако 107 я бригада завязла в Полианемо.
Тем временем части 103-й и 14-й бригад ДАГ заняли высоту 1224 и вышли в тыл 3-й бригаде королевской армии. Ночью 10 сентября артиллерия ДАГ начала обстреливать из Буци высоты Попова — Нива и Рабатина, внеся панику в ряды расположенных там частей 22-й бригады.
Сразу по завершении артобстрела, в 5 утра, батальон ДАГ выступивший из Мали Мади приблизился к Рабатине «на расстояние прыжка».
Одновременно с вечера, один взвод партизан ДАГ занял позиции под скалами, где располагался 508-й батальон 22-й бригады. По завершении артобстрела, взвод атаковал королевский батальон используя гранаты. Почти одновременно подключился подошедший батальон, используя автоматы и фаустпатроны. Застигнутые врасплох солдаты 508-го батальона побежали, увлекая в своём бегстве и другие части 22-й бригады
Одновременно, части 108-й бригады ДАГ атаковали остальные силы 22 й бригады в Мескина, чьи солдаты стали оставлять и эти позиции.
Две роты артиллеристов ДАГ, действуя как пехотная часть прибыла в Буци (1776), освободив тем самым располагавшийся там один пехотный батальон, который предпринял безуспешную атаку на 3-ю бригаду королевской армии.
В отчаянии генерал Китрилакис издал 11 сентября приказ своим пяти бригадам, запрашивая их доложить о своих позициях и направлении ветров, «с тем чтобы сегодня использовать удушливые газы». В конечном итоге газы так и не были использованы.
Тем временем части ДАГ заняли высоту 1600 и вновь предприняли атаку против 3-й бригады. С первыми залпами артиллерии ДАГ, 3-я бригада, во избежание окружения, бросила ночью позиции и побежала в беспорядке.
На третий день сражения королевская армия удерживала только высоту Вуци к юго-востоку от Мали Мади, которую защищала её 73-я бригада, усиленная частями 45-й и 61-й бригад.
Артиллерия ДАГ из Буци стала обстреливать Вуци, а пехотные части брали высоты одну за другой.
Не в силах противостоять меткому огню артиллерии ДАГ и решительным атакам её пехотных частей, последние части королевской армии в регионе бежали, бросив в складах снабжение, продовольствие и боеприпасы.
Генерал Т. Цакало́тос, писал об этих событиях: «под ударами партизан рассыпались целые бригады». Генерал Т. Пендзопулос писал: « вместо того чтобы зачистить Вици, под угрозой оказалась Касторья».
Более откровенно Э. Авероф пишет: «Солдаты побросали своё оружие и обуянные паникой оставили свои позиции и побежали к Касторье. Они были арестованы военной полицией и сразу предстали перед трибуналом. 78 дезертиров были расстреляны в те дни».
Завершая успехи 1948 года, в декабре части ДАГ, располагавшие только 3 горными орудиями, заняли город Кардица в Фессалии и продержались там почти сутки.

### Оценка сил артиллерии ДАГ в 1948 году
Н. Кирицис пишет, что в 1948 году ДАГ получила противотанковые, зенитные и горные орудия:506.
Ссылаясь на генерала Д. Зафиропулоса, он пишет, что ДАГ располагала:
- 45 орудиями 75 мм
- 15 орудиями 105 мм
- 31 зенитными орудиями 20 мм и 37 мм
- 38 противотанковыми орудиями 20 мм и 37 мм
- 3 противотанковыми орудиями 75 мм
- 12 миномётами 120 мм

Н. Кирицис соглашается, что в общей сложности артиллерия ДАГ насчитывала 60 горных орудий, и только в горах Вици находились 5-6 полевых орудий:237.
Он же отмечает серьёзные проблемы с транспортировкой (в основном на мулах) разобранных орудий и постоянный дефицит снарядов:237.

## Военные действия первой половины 1949 года

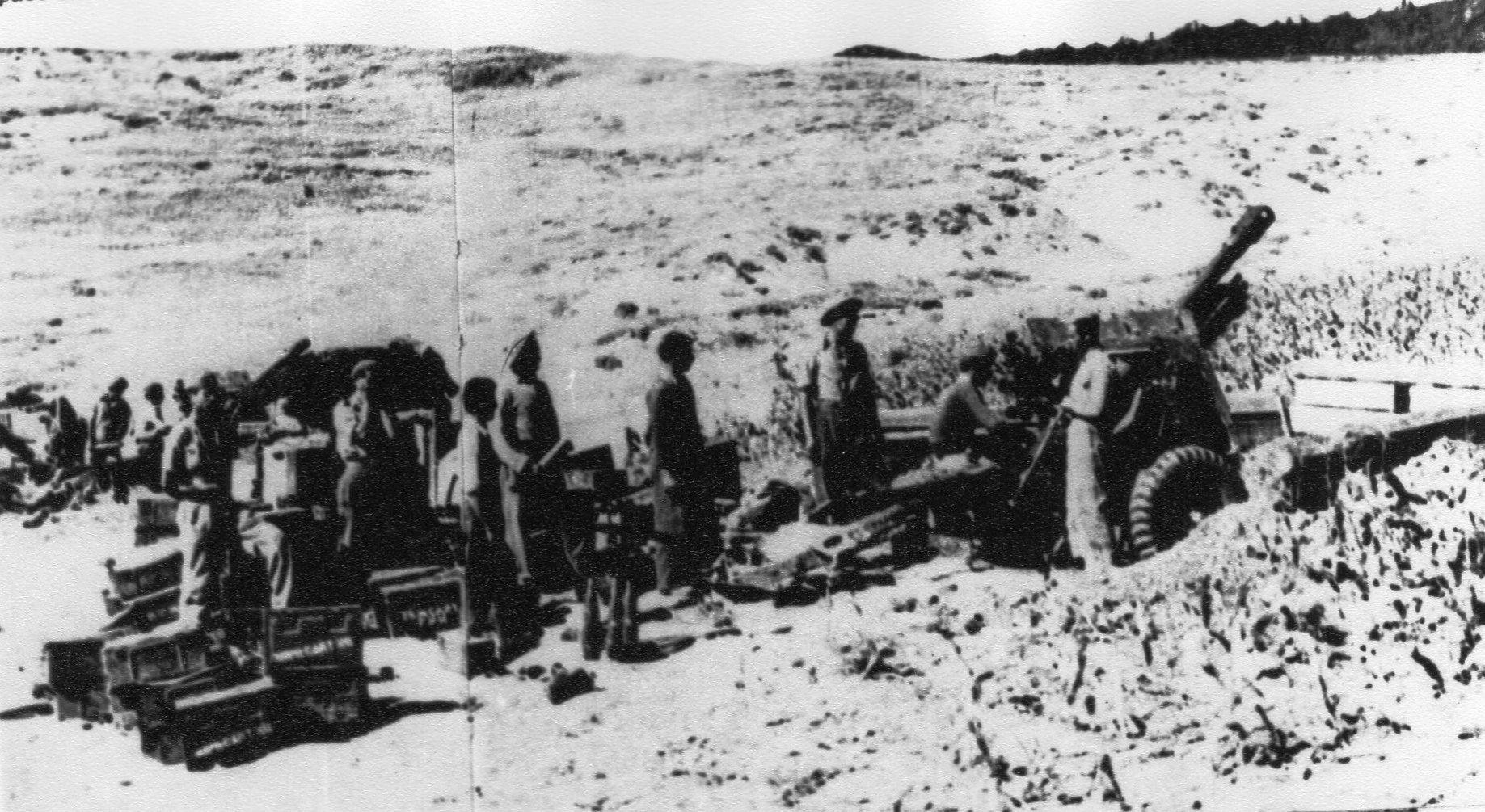
Королевская артиллерия ведёт огонь против позиций ДАГ

Генерал Д. Зафиропулос пишет, что в начале 1949 года у партизан появилось заметное число орудий и боеприпасов:124.
11 января 1949 года, после двух дней упорных боёв, X дивизия ДАГ заняла город Науса в Центральной Македонии, который обороняла 33 бригада королевской армии и иррегулярные отряды монархистов. 
В ходе операции и как отвлекающий манёвр, 3 орудия артиллерии ДАГ открыли огонь по близлежащему городу Эдесса. 
Среди трофеев захваченных в Наусе, сводка ДАГ упоминает 4 полевых орудий с 3 тыс. снарядов, 7 единиц гусеничной бронетехники, 15 больших канадских миномётов с снарядами. 
14 января части ДАГ приступили к отходу из города. 
Одним из самых больших успехов Демократической армии стало занятие города Карпенисион 21 января 1949 года, силами I дивизии «капитана Йотиса» (будущего генсека компартии Х. Флоракиса и ΙΙ дивизии «военного гения партизанской войны»:735 «капитана Диамантиса» (Я. Александру):735.
В феврале, преследуя военно-политические цели, руководство компартии и командование ДАГ приняло решение предпринять атаку и занять Флорину. 
Город находился на стыке границ Греции с Албанией и Югославией, располагал аэродромом. Установление контроля над Флориной создавало возможность расположить там временное правительство и продолжить переговоры с правительством в Афинах. 
Город обороняла II дивизия королевской армии, в составе трёх пехотных бригад, поддерживаемых одним дивизионом (по другим источникам полком) полевой артиллерии, одной батарей средней артиллерии, двумя батареями (по другим источникам батальоном) горной артиллерии, одним взводом бронемашин. С началом сражения королевские силы в городе были усилены 5 пехотными батальонами и илой танков и 2 илами бронемашин из Козани, Касторьи и Эдессы, и двумя артиллерийскими батареями из Касторьи и Эдессы. 
В общей сложности, со стороны оборонявшихся, в сражении приняло участие 8.000 солдат и 300 жандармов.
Со стороны ДАГ, в сражении приняли участие 18-я и 103-я бригады, части 108-й бригады, 107-я и 14-я бригады, отряд горы Каймакчалан и отряд кавалерии. 
Атака также была поддержана одной бригадой IX дивизии, Офицерским училищем, тремя ротами диверсантов, двумя ротами истребителей танков, 2 противотанковыми и 2 зенитными взводами (Н. Кирицис перечисляет 4 противотанковых орудий 37 мм и 4 20 мм, 3 зенитных орудий 37 мм и 3 20мм:421. 
В общей сложности силы атаковавших частей ДАГ насчитывали около 7 тыс. человек.
Подразделения ДАГ, с большими потерями вступили в город, но после того как подошли подкрепления королевской армии и в сражении была задействована бронетехника и авиация, стали отступать в беспорядке. 
Это сражение было отмечено неслыханными до того массовыми зверствами королевской армии – были расстреляны около 350 раненных ДАГ, около 700 (трупов) бойцов ДАГ были закопаны в котловане вырытом у церкви Св. Фомы, без попытки отделить мёртвых от ещё живых. 
Это было самое кровавое для ДАГ сражение и самое большое поражение в Гражданской войне на тот момент. 
В том что касается артиллерии ДАГ, Н. Кирицис считает что она не проявила активность в этом сражении:436.
В том что касается брошенных орудий, Н. Кирицис представляет любопытную и не стыкующую с предыдущей информацию о том, что после сражения «на складах Флорины были собраны 16 (горных) трофейных орудий, 9 противотанковых орудий и 34 миномётов»:174.

### ПВО Демократической армии
ДАГ не располагала авиацией, хотя готовилась к её созданию с ноября 1947 года и подготовила как минимум один аэродром. Было мобилизовано большое число располагаемых или состоящих в подпольных организациях пилотов. 
Однако Югославия отказалась передать ДАГ запрошенные самолёты. В свою очередь, в условиях Холодной войны и ядерной монополии США, и СССР был осторожен в этом вопросе. 
Последовавшая попытка угнать группу истребителей Supermarine Spitfire была раскрыта охранкой:392. 75 лётчиков были объявлены недостойными носить звание греческих офицеров. 
Согласно Н. Кирицису в ДАГ также не было отдельных соединений ПВО:281.
Несмотря на отсутствие противника в воздухе и слабое противовоздушное вооружение Демократической армии, потери королевской авиации в период 1946—1949 годов были значительными.
Однако из 71 погибших пилотов 42 (!) погибли в ходе тренировочных полётов, отказов двигателей, несчастных случаев не связанных с военными действиями.
Потери отражают возраст и техническое состояние самолётов, в особенности устаревших Vickers Wellington MkXIII, ставших причиной более половины подобных потерь.
Только 20 пилотов погибли после поражения их самолётов огнём с земли.

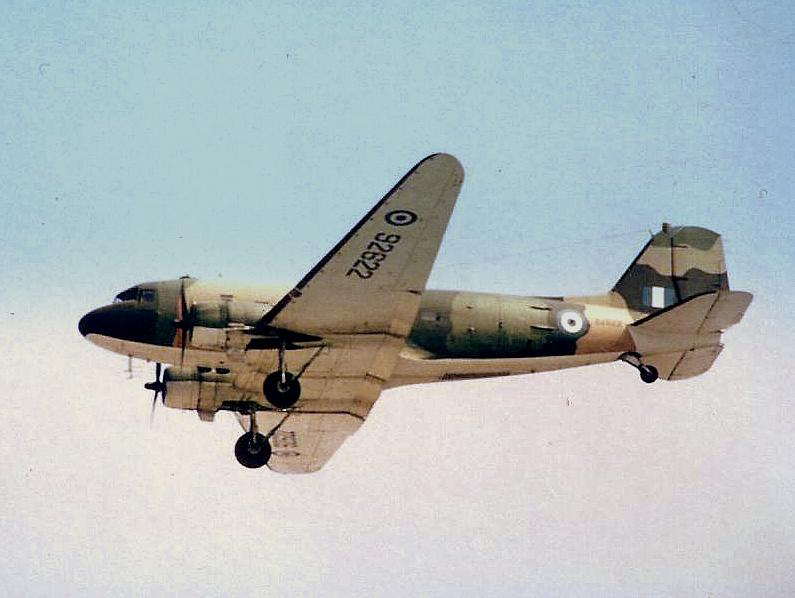
Одна из последних греческих «Дакот», демонстрируемая в лётном состоянии в августе 1983 года.

Сюда включён и экипаж «Дакоты», сбитой над горным массивом Граммоса миномётом (!), что подтверждает тот факт, что пилоты проводили свои операции в бреющём полёте.
5 пилотов погибли в результате того, что их самолёты врезались в горные вершины в ходе полётов в тумане и непогоду. 
Генерал Д. Зафиропулос пишет о 25 сбитых/павших самолётах, не уточняя каким образом они были сбиты:130.

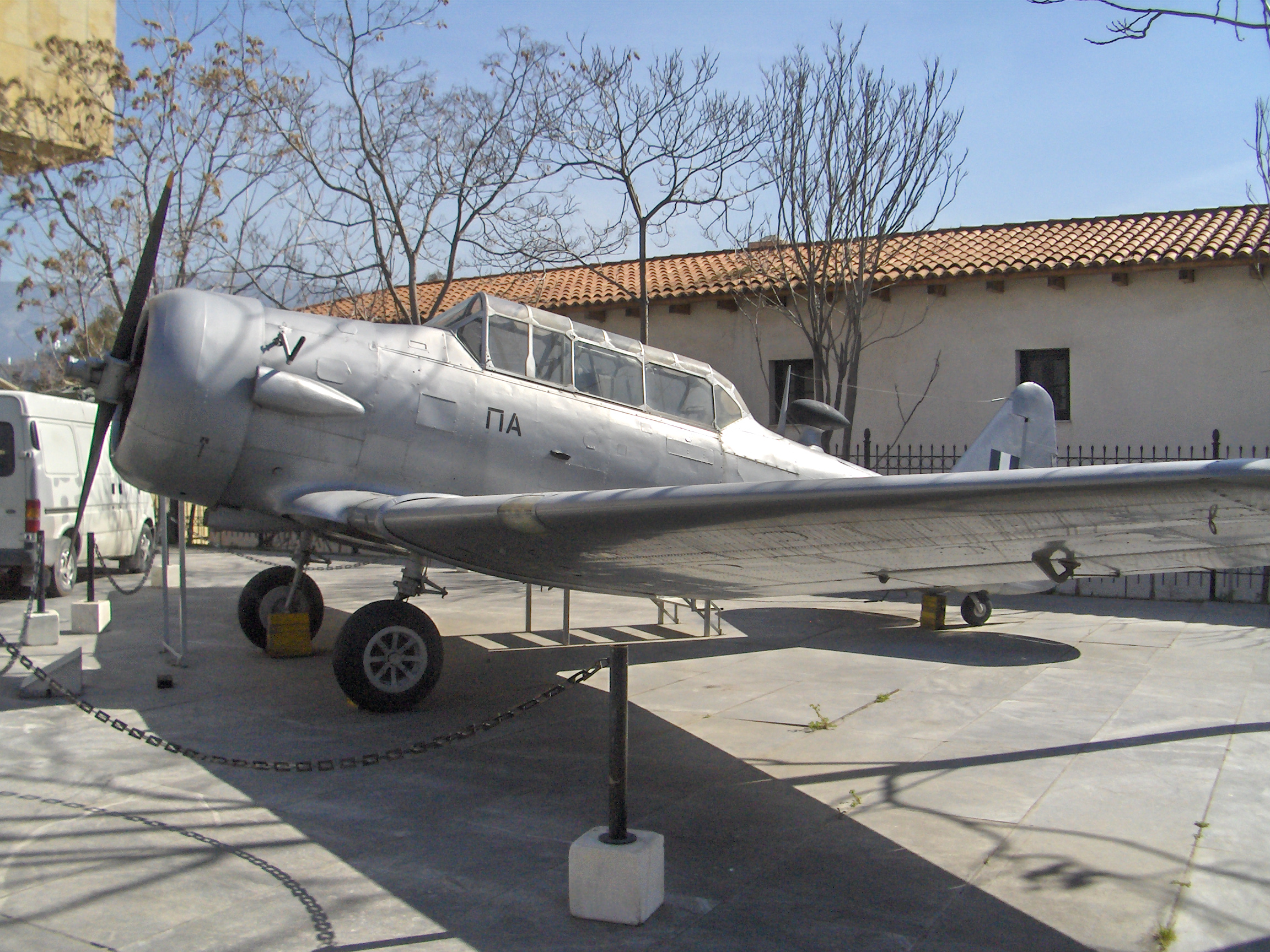
Самолёт North American T-6 Texan. Музей войны (Афины).

При занятии Карпенисиона 21 января 1949 года, партизаны ДАГ сбили над городом разведывательный самолёт North American Aviation T-6G «Harvard». Самолёт совершил жёсткую посадку. 
Пилот самолёта, майор авиации П. Цукас был ранен, скончался сразу после посадки и был тут же похоронен.
Наблюдателем оказался американский асс Второй мировой войны (Крест лётных заслуг (США)/ Крест «За выдающиеся лётные заслуги» (Великобритания)/ Пурпурное сердце (медаль)), подполковник авиации Selden R.Edner (1919—1949), который отделался ушибами.
Американский воздушный музей в Англии именует Эднера военно-воздушным атташе в Греции.
Судьба Эднера была печальной. Он был убит на месте партизаном, совершившим в разгар сражения самосуд, за что предстал перед трибуналом.
Кроме убийства пленного, он был обвинён в том, что лишил ДАГ возможности обменять американского офицера на заключённых коммунистов. 
Перед решающими сражениями войны, ДАГ расположила зенитные орудия 20мм и 37 мм были в горах Вици и Граммос, и как пишет Н. Кирицис, в «Свободной территории у озера Преспа».Согласно Н. Кирицису, самолёты королевской авиации избегали низкие полёты над свободной территорией:238.

## Последние бои Гражданской войны
11 июля 1949 года титовская Югославия, из геополитических соображений и после разрыва отношений с СССР, официально заявила о закрытии греко-югославской границы, оставив Демократической армии единственный и недостаточный путь для снабжения через Албанию. 
В действительности югославская граница была закрыта для Демократической армии задолго до того как об этом официально заявил И. Б. Тито. 
Информация о том что титовская Югославия пропустила части греческой королевской армии через свою территорию для выходы в тыл ДАГ, сегодня оспаривается частью греческих историков и изданий. Однако не оспариваются действия Югославии, которые как и сегодня были охарактеризованы тогда в советских изданиях и изданиях компартии Греции как «удар в спину греческим коммунистам», что в дальнейшем было подхвачено и китайскими зданиями. 
Согласно генералу Д. Зафиропулосу, в результате этих геополитических перемен Демократическая армия уже не имела возможностей вести военные операции масштабов 1947-48 годов :515.
К этому времени основные силы Демократической армии были зажаты королевской армией в Западной Македонии и Эпире, на стыке границ Греции, Югославии и Албании.
2-8 августа королевская армия произвела отвлекающую операцию на горном массиве Граммос, под кодовым названием «Факел I» («Πυρσός Α΄»).
10 августа на горном массиве Вици началась операция «Факел II» («ΠΥΡΣΟΣ Β'»).
Были задействованы 6 дивизий, иррегулярные батальоны монархистов, 110 орудий, танки и бронетранспортёры, 87 боевых самолётов (с наблюдательными и другими в общей сложности более 120).
С другой стороны, Демократическая армия располагала в Вици до 8.800 человек, включая вспомогательный персонал и раненных в госпиталях.
После победы в Вици, королевская армия предприняла, операцию Факел III («ΠΥΡΣΟΣ Γ'»).
Наблюдать за операцией положившей конец войне, были приглашены король Павел и американский генерал Д. Ван Флит. 
В операции со стороны королевской армии были задействованы 5 дивизий, 1 отдельная бригада, 4 лёгких полка пехоты, 120 орудий, бронетехника и вся королевская авиация.
По разным источникам королевские силы насчитывали от 120 до 180 тысяч человек.
Демократическая армия располагала в горах Граммос 6500 человек, к которым прибавились 6000 человек вырвавшихся с гор Вици. В общей сложности 12.500 человек.
В том что касается королевской авиации, она не только не имела противника в воздухе, но и на земле, в этих последних боях, Демократическая армия могла противопоставить ей только 15 зенитных орудий. 
В том что касается королевской артиллерии примечателен отчёт представленный начальником артиллерии при генштабе, генерал-майором Т. Заимисом. 
Согласно генералу Заимису, в периоды с 10-16 августа и 24-30 августа, королевская артиллерия использовала 121 тыс. снарядов 25-фунтов, 30 тыс. 75 мм, 19 тыс. 5.5 дюймов. 
Примечательно что генерал подбил сумму стоимости этих снарядов в американских долларах, 3.137.644:197.
Он же отмечает повреждения орудий по причине «чрезмерного использования». 
Цифры приведенные генералом Заимисом о потерях артиллерии в живой силе подтверждают тот факт, что королевская артиллерия действовала с безопасных для неё дистанций – убитых 1 офицер и 8 артиллеристов:197.
28 августа 1949 года королевские войска вновь и окончательно заняли горы Граммос. Во избежание окружения и полного разгрома, генштаб ДАГ дал приказ всем соединениям и беженцам перейти на территорию Албании. 
Изолированные и разрозненные группы партизан ДАГ прорывались в Албанию вплоть до 1951 года, но их действия носили характер самообороны.

## После Гражданской войны

### «Винтовку к ноге»[49]
Отступление ДАГ на территорию Албании, которая к тому же после разрыва с Тито была географически изолирована от других социалистических стран, создало опасность вторжения королевской греческой армии в Албанию. 
Тем более что компартия Греции провозгласила тезис «Винтовку к ноге» ( το όπλο παρά πόδα), что подразумевало вероятность возобновления военных действий. 
Во избежание международных осложнений, СССР и социалистические страны провели срочную и секретную операцию по переброске морем из Албании бойцов и раненных ДАГ, а также женщин и детей. 
Из общего числа в 62 тыс. человек, СССР принял 22 тыс. (боевой состав), Чехословакия 16 тыс. (большой процент детей), Польша 7 тыс. (большой процент раненных, на острове Волин был создан специальный «госпиталь 250» :261):125.
В первые годы своего пребывания в СССР, полевые офицеры ДАГ, включая офицеров артиллерии, учились в военных училищах:931.
Тезис «Винтовку к ноге» был отменён в 1953 году, после смерти И.В.Сталина. 
Начавшаяся в середине 60-х годов репатриация бойцов ДАГ и их семей была прервана с установлением в Греции в 1967 году военной диктатуры. 
Большинство бойцов ДАГ вернулось на Родину после падения военного режима в 1974 году и упразднения монархии.

### Организационные перемены королевской артиллерии в конце 1949 года
После завершения Гражданской войны, с октября по декабрь 1949 года последовали изменения в организации королевской армии. Касательно артиллерии изменения были следующими:
- из 9 дивизионов горной артиллерии в строю оставались 6. 3 дивизиона сохранялись как мобилизованные.
- без дивизионов горной артиллерии остались Χ, ΧΙ и VI дивизии.
- каждый дивизион горной артиллерии располагал 3 батареями по 2 орудия, т.е. в сумме 6 орудиями.
- 104-й и 108-й полки полевой артиллерии были расформированы и преобразованы в подразделения мобилизации.

### Организация периода 1950 – 1952
Возглавивший 15 апреля 1950 года разрушенную войной страну старый генерал Николаос Пластирас попытался замирить Грецию. В условиях победившего антикоммунизма и начала Холодной войны, эта его попытка, вместе с отказом послать греческие войска в Корею, стоила ему власти. Пришедший ему на смену 21 августа Софокл Венизелос сразу же заявил, что Греция примет участие в Корейской войне, «несмотря на то, что после 10 лет войны, у Греции не было никакой причины и охоты вновь начать войну» :Β-62:917.
Между тем, в апреле 1950 года было сформировано Министерство Национальной Обороны которому были подчинены (бывшие) 3 военных министерства (Армии, Флота и Авиации) и были формировны соответствующие под-министерства.
В 1951 году были произведены следующие перемены в артиллерии Армии и были сформированы: 
- 3 полка полевой артиллерии с орудиями 25 фунтов.
- 2 дивизиона средней артиллерии с новыми американскими орудиями (гаубицы) 155 мм.
- 3 полка противотанковых орудий 6-фунтов.
- 3 полка зенитных орудий 40 мм
- 1 противотанковый дивизион с трофейными орудиями 37 мм.
- 1 зенитный дивизион с трофейными орудиями 20 мм.
- 1 дивизион воздушного наблюдения.
- Был расформирован 152 дивизион средней артиллерии орудий 5,5".

После этих перемен, артиллерия была распределена следующим образом: 
- 8 дивизионов горной артиллерии 75 мм., по 8 орудий на каждый дивизион.
- 7 полков полевой артиллерии 25 фунтов, по 18 орудий в каждом полку
- 1 дивизион полевой артиллерии 105 мм. (8 орудий).
- 3 дивизиона средней артиллерии с орудиями 5,5" и 155 мм., по 8 орудий в каждом дивизионе.
- 2 полка зенитной артиллерии 40 мм. по 36 орудий на полк
- 2 полка противотанковой артиллерии 6-фунтов по 36 орудий на полк
- Дивизион воздушного наблюдения (15 самолётов).

## Вступление в НАТО
В феврале 1952 года Греция вступила в НАТО. 
В 1952 году численный состав армии был ограничен в 143.000 человек. 
В артиллерии произошли следующие перемены: 
Полки полевой артиллерии стали органическими подразделениями дивизий. Так, каждая дивизия, кроме V дивизии, которая располагала только дивизионами горной артиллерии, была усилена 1 полком полевой артиллерии. 
Из этих полков 2 располагали 24 орудиями, 2 располагали 16 орудиями и 1 13 орудиями. 
Дивизионы средней артиллерии были включены в полки средней артиллерии (один 5,5" и один 155 мм). 
Были добавлены 4 полка зенитной артиллерии 40 мм.
С середины 50-х годов организация греческой армии и её артиллерийских войск следует натовским стандартам.